# Измишљене љубави
 „Измишљене љубави“ (фр. Les Amours imaginaires) канадска је филмска драма из 2010. у режији и по сценарију Гзавјеа Долана, који игра и главну улогу заједно са Монијом Шокри. У средишту заплета су Франсис и Мари, најбољи пријатељи, који се заљубљују у истог дечка Ника. Филм осликава измењену свест заљубљених особа, идеализацију објекта жудње и на који начин се граде романтичне илузије. Као музички лајтмотив употребљена је Далидина обрада песме Бенг бенг (Bang Bang) препевана на италијански.
Филм је премијерно приказан на 63. Канском филмском фестивалу, у олвиру програма Известан поглед. У Београду је премијерно приказан на Фестивалу ауторског филма. „Измишљене љубави“ махом су наишле на позитивну рецепцију филмских критичара и тренутно на сајту Ротен тометоус има 73 посто позитивних филмских рецензија са просечном оценом од 6,9/10 и са сумирајућим коментаром: Уметнички филм у потпуности, с тиме што је интригатна и привлачна премиса „Измишљених љубави“ понекад поткопана редитељевим претеривањем.

## Улоге
| Глумац       | Улога   |
| ------------ | ------- |
| Гзавје Долан | Франсис |
| Монија Шокри | Мари    |
| Нилс Шнајдер | Николас |
| Ан Дорвал    | Дезире  |